# Bràctea

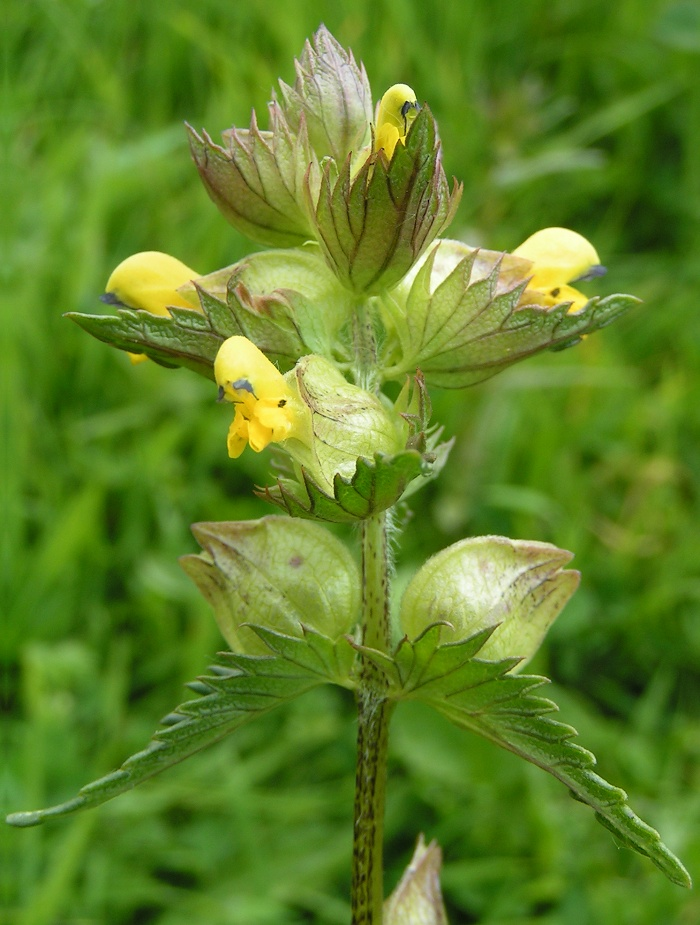
Bràctees dentades de Rhinanthus minor

Una bràctea o hipsofil·le és una fulla modificada i especialitzada que parteix de l'eix de la qual surt una flor (o una tija floral) o bé la bràctea està associada amb una inflorescència.
Normalment les bràctees són de color verd però de vegades són acolorides per tal d'atraure insectes pol·linitzants, i fan la funció que en altres plantes fan els pètals, de manera que les bràctees acolorides semblen flors com en el cas de la Bougainvillea i la Poinsettia (flor de nadal). Quan una determinada planta o òrgan no té bràctees, s'anomena ebracteat.
La presència de bràctees, l'absència o la forma que adopten, permeten distingir espècies que poden ser morfològicament molt similars. Per exemple, en el gènere Lavandula la forma de petites bràctees és una característica distintiva entre Lavandula officinalis, L. latifolia i els seus híbrids.
També, s'anomena bràctea a qualsevol fulla situada a la tija immediatament per sota d'una flor, encara que sigui idèntica a les vegetatives. Així, les bràctees menudes s'anomenen bractèoles, i específicament glumel·les en els cereals.
Un involucre és la reunió de bràctees en un verticil. Les famílies apiàcies i asteràcies acostumen a tenir involucres. A voltes, aquestes bràctees prenen aspectes vistosos i acolorits per substituir funcionalment als pètals per atraure els insectes pol·linitzadors.

## Galeria d'exemples

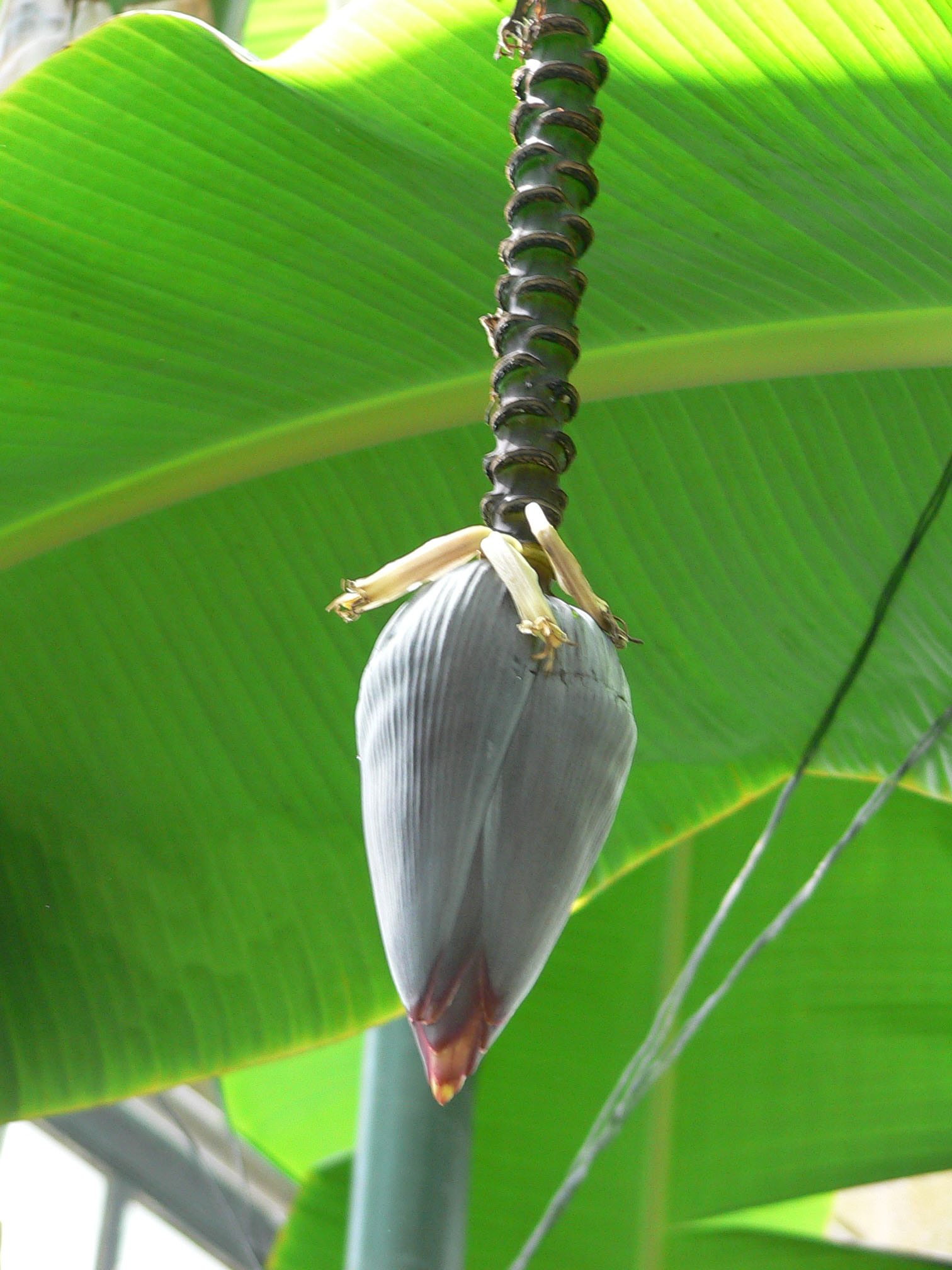
Bràctees envoltant una tija floral de banana
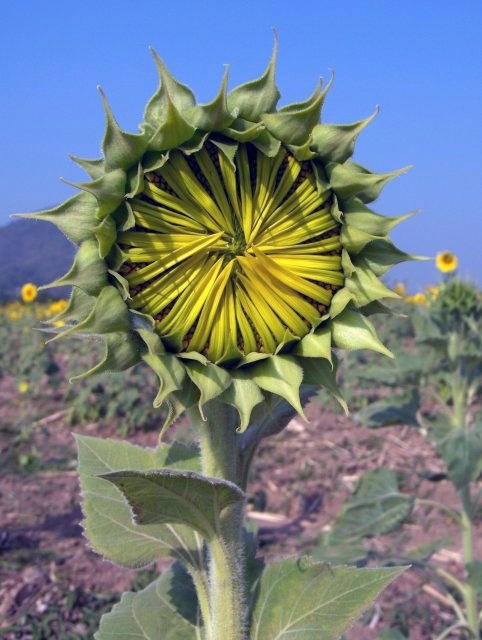
Bràctees verdes envoltant la inflorescència del gira-sol
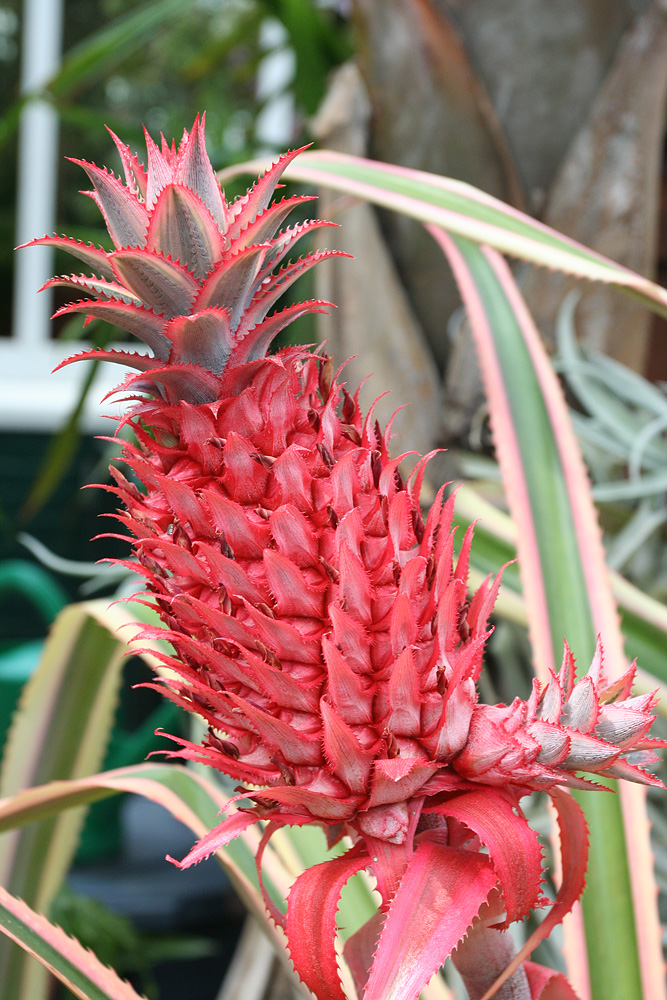
Bràctees acolorides d'Ananas bracteatus
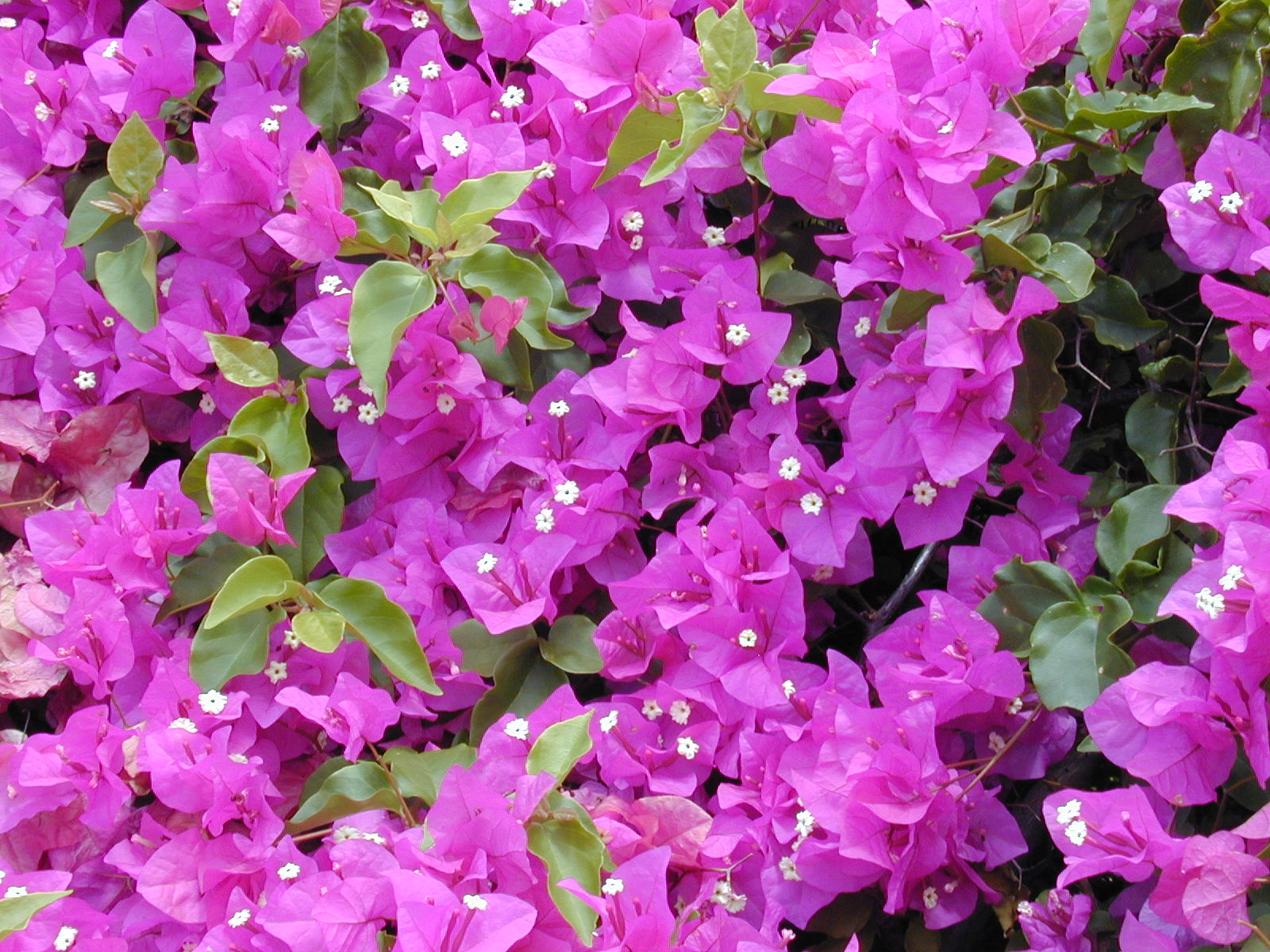
El que semblen pètals acolorits de la Bougainvillea són en realitat bràctees morades (Bougainvillea spectabilis)
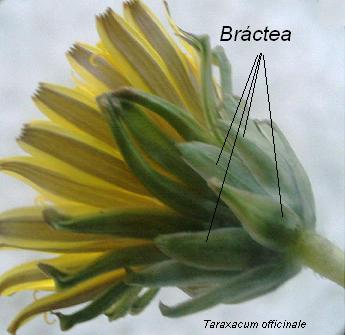
Conjunt de bràctees de l'involucre d'una planta de la família de les asteràcies.
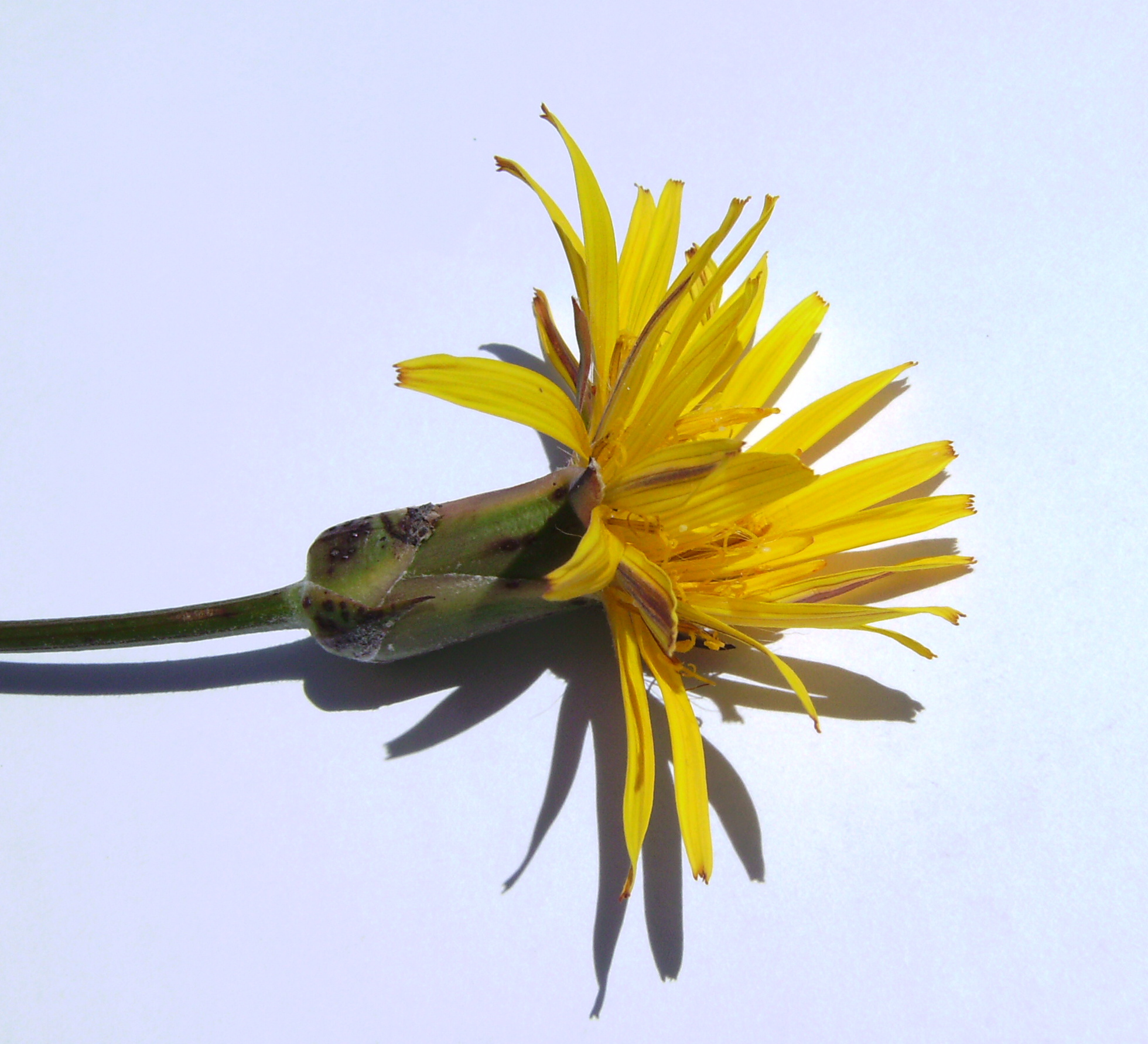
Involucre relativament allargat sota de la corol·la groga en Scorzonera hispanica.